# 松尾正彦
松尾 正彦（まつお まさひこ、1946年8月7日 - ）は日本の実業家。明治ホールディングス代表取締役社長。一般社団法人日本食品・バイオ知的財産権センター会長。

## 経歴・人物
福岡県出身。慶應義塾大学経済学部卒業後、1969年明治製菓（現・Meiji Seika ファルマ）入社。
薬品国際事業本部長、Meiji Seika ファルマ社長を経て、2014年6月から現職。